# 换算长度
换算长度，简称换长，是中国铁路使用的一种铁路机车、车辆的长度单位，等于11公尺。

## 简介

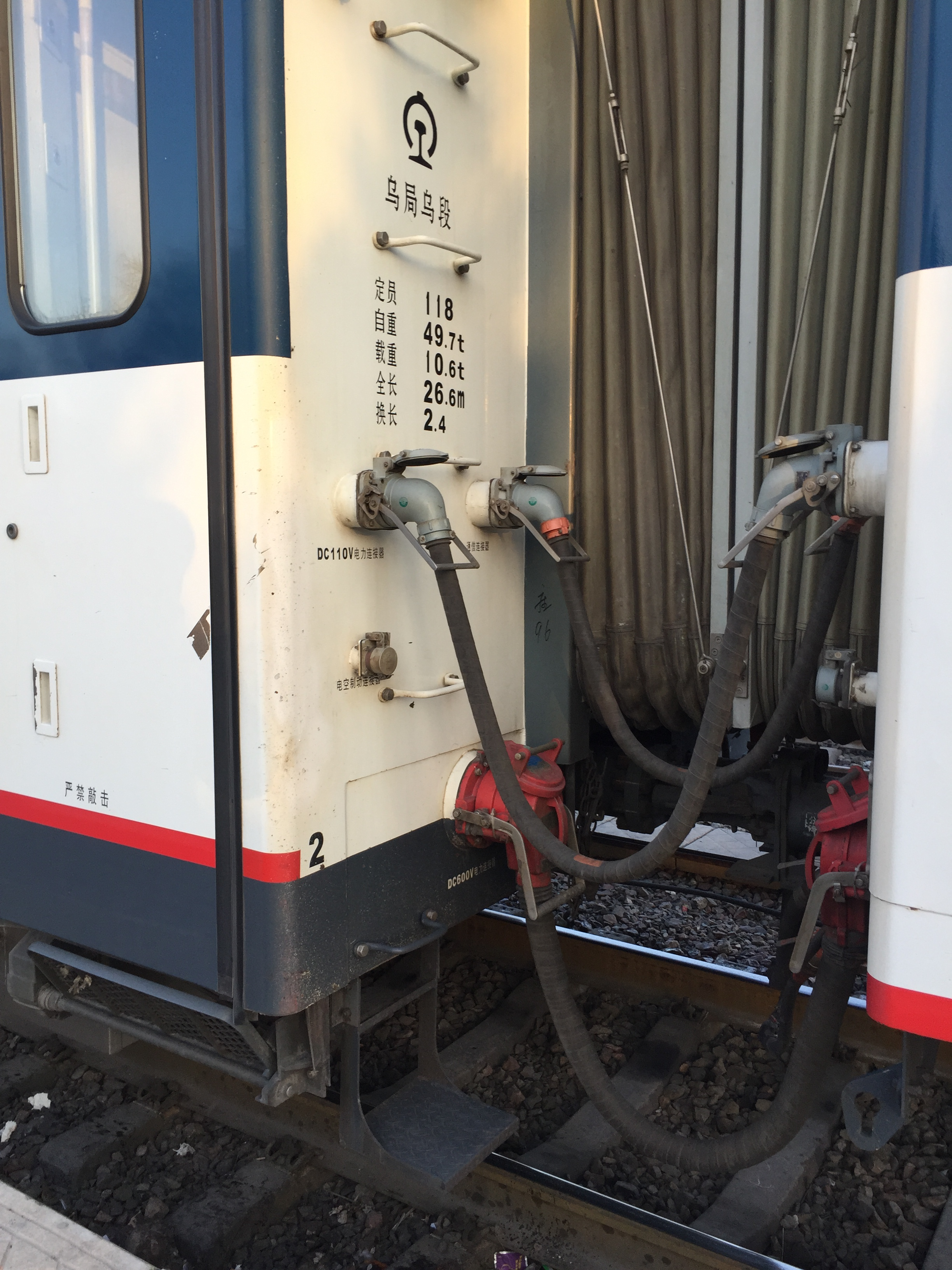
Z69/70次列车使用的YW25T型卧铺车，端部标注有其全长26.6m和精确到小数点后一位的换长2.4

中华人民共和国成立之初，为了简化对铁路机车车辆和列车的长度计算，便于统计车站线路中能容纳的列车长度，以当时载重30吨的货车作为标准车，规定其长度11m为1个换长，并沿用至今。目前，中国铁路使用的铁路机车、车辆大都在车身上标注有其换算长度，通常精确到小数点后一位。